# Dives-sur-Mer
Dives-sur-Mer és un municipi francès situat al departament de Calvados i a la regió de Normandia. L'any 2007 tenia 5.890 habitants.

## Demografia

### Població
El 2007 la població de fet de Dives-sur-Mer era de 5.890 persones. Hi havia 2.525 famílies de les quals 906 eren unipersonals (286 homes vivint sols i 620 dones vivint soles), 689 parelles sense fills, 644 parelles amb fills i 286 famílies monoparentals amb fills.
La població ha evolucionat segons el següent gràfic:
Habitants censats

### Habitatges
El 2007 hi havia 4.129 habitatges, 2.603 eren l'habitatge principal de la família, 1.343 eren segones residències i 183 estaven desocupats. 2.468 eren cases i 1.553 eren apartaments. Dels 2.603 habitatges principals, 1.210 estaven ocupats pels seus propietaris, 1.347 estaven llogats i ocupats pels llogaters i 46 estaven cedits a títol gratuït; 134 tenien una cambra, 303 en tenien dues, 735 en tenien tres, 837 en tenien quatre i 594 en tenien cinc o més. 1.564 habitatges disposaven pel capbaix d'una plaça de pàrquing. A 1.403 habitatges hi havia un automòbil i a 590 n'hi havia dos o més.

### Piràmide de població
La piràmide de població per edats i sexe el 2009 era:
| Homes | Edats   | Dones |
| ----- | ------- | ----- |
| 0     | 95 o +  | 8     |
| 8     | 90 a 94 | 16    |
| 28    | 85 a 89 | 48    |
| 36    | 80 a 84 | 88    |
| 100   | 75 a 79 | 188   |
| 160   | 70 a 74 | 152   |
| 116   | 65 a 69 | 184   |
| 172   | 60 a 64 | 204   |
| 68    | 55 a 59 | 140   |
| 200   | 50 a 54 | 132   |
| 168   | 45 a 49 | 176   |
| 184   | 40 a 44 | 168   |
| 200   | 35 a 39 | 192   |
| 216   | 30 a 34 | 224   |
| 188   | 25 a 29 | 244   |
| 136   | 20 a 24 | 140   |
| 196   | 15 a 19 | 176   |
| 192   | 10 a 14 | 216   |
| 192   | 5 a 9   | 188   |
| 200   | 0 a 4   | 184   |

## Economia
El 2007 la població en edat de treballar era de 3.575 persones, 2.499 eren actives i 1.076 eren inactives. De les 2.499 persones actives 2.046 estaven ocupades (1.051 homes i 995 dones) i 452 estaven aturades (233 homes i 219 dones). De les 1.076 persones inactives 364 estaven jubilades, 338 estaven estudiant i 374 estaven classificades com a «altres inactius».

### Ingressos
El 2009 a Dives-sur-Mer hi havia 2.557 unitats fiscals que integraven 5.845 persones, la mediana anual d'ingressos fiscals per persona era de 14.960 €.

### Activitats econòmiques
Dels 347 establiments que hi havia el 2007, 4 eren d'empreses extractives, 10 d'empreses alimentàries, 6 d'empreses de fabricació de material elèctric, 1 d'una empresa de fabricació d'elements pel transport, 20 d'empreses de fabricació d'altres productes industrials, 42 d'empreses de construcció, 87 d'empreses de comerç i reparació d'automòbils, 7 d'empreses de transport, 36 d'empreses d'hostatgeria i restauració, 2 d'empreses d'informació i comunicació, 16 d'empreses financeres, 15 d'empreses immobiliàries, 31 d'empreses de serveis, 35 d'entitats de l'administració pública i 35 d'empreses classificades com a «altres activitats de serveis».
Dels 118 establiments de servei als particulars que hi havia el 2009, 1 era una comissaria de policia, 1 oficina d'administració d'Hisenda pública, 1 oficina de correu, 6 oficines bancàries, 3 funeràries, 11 tallers de reparació d'automòbils i de material agrícola, 2 tallers d'inspecció tècnica de vehicles, 3 autoescoles, 4 paletes, 14 guixaires pintors, 4 fusteries, 8 lampisteries, 4 electricistes, 1 empresa de construcció, 10 perruqueries, 3 veterinaris, 2 agències de treball temporal, 30 restaurants, 7 agències immobiliàries, 2 tintoreries i 1 saló de bellesa.
Dels 46 establiments comercials que hi havia el 2009, 2 eren hipermercats, 2 supermercats, 2 grans superfícies de material de bricolatge, 1 una botiga de més de 120 m², 7 fleques, 5 carnisseries, 2 peixateries, 3 llibreries, 8 botigues de roba, 2 botigues d'electrodomèstics, 2 botigues de mobles, 3 botigues de material esportiu, 1 un drogueria, 1 una perfumeria i 5 floristeries.
L'any 2000 a Dives-sur-Mer hi havia 3 explotacions agrícoles.

## Equipaments sanitaris i escolars
El 2009 hi havia 1 psiquiàtric, 2 centres de salut, 2 farmàcies i 1 ambulància.
El 2009 hi havia 2 escoles maternals i 1 escola elemental. A Dives-sur-Mer hi havia 1 col·legi d'educació secundària i 1 liceu tecnològic. Als col·legis d'educació secundària hi havia 394 alumnes i als liceus tecnològics 539.

## Poblacions més properes
El següent diagrama mostra les poblacions més properes.